# Broßhauser Mühle
Die Broßhauser Mühle ist eine ehemalige Wassermühle in der bergischen Großstadt Solingen. 

## Lage
Die Broßhauser Mühle befindet sich nordwestlich der Ohligser Innenstadt am Ufer des Lochbachs. Die noch vorhandenen Mühlgebäude liegen nördlich der ehemaligen Hofschaft Broßhaus nahe der großen Straßenkreuzung Kottendorfer Straße / Obere Hildener Straße / Ellerstraße / Hildener Straße. Benachbarte Orte sind bzw. waren (von Nord nach West): Kuckesberg, Keusenhof, Neuenhaus, Schnittert, Kottendorf, Rennpatt, Heiligenstock, Scheid, Ohligs, Potzhof, Broßhaus, Trotzhilden und Maubeshaus.

## Etymologie
Die Mühle hat ihren Namen von der angrenzenden Hofschaft Broßhaus. Dieser wiederum leitet sich von dem Familiennamen Broch ab.

## Geschichte
Die erste urkundliche Erwähnung der Mühle erfolgte im Jahre 1479 als Broichsmühle nahe Schnittert. Im Jahre 1715 ist die Mühle auch in der Karte Topographia Ducatus Montani, Blatt Amt Solingen, von Erich Philipp Ploennies verzeichnet. Die Mühle wurde in den Ortsregistern der Honschaft Schnittert innerhalb des Amtes Solingen geführt. Die Topographische Aufnahme der Rheinlande von 1824 und die Preußische Uraufnahme von 1844 verzeichnen die Mühle nur unbenannt nahe Broßhaus. 
Nach Gründung der Mairien und späteren Bürgermeistereien Anfang des 19. Jahrhunderts gehörte Broßhauser Mühle zur Bürgermeisterei Merscheid, die 1856 zur Stadt erhoben und im Jahre 1891 in Ohligs umbenannt wurde. 1832 war der Ort Teil der Honschaft Schnittert innerhalb der Bürgermeisterei Merscheid, dort lag er in der Flur III. Ohligs. Der nach der Statistik und Topographie des Regierungsbezirks Düsseldorf als Fruchtmühle kategorisierte Ort besaß zu dieser Zeit ein Wohnhaus, zwei landwirtschaftliche Gebäude und ein Mühlengebäude mit 13 Einwohnern, davon drei katholischen und zehn evangelischen Bekenntnisses.
Mit der Städtevereinigung zu Groß-Solingen im Jahre 1929 wurde die Mühle nach Solingen eingemeindet. Während des Zweiten Weltkriegs wurden viele Mühlen zerstört und in der frühen Nachkriegszeit viele davon wieder aufgebaut, obwohl der Brotverbrauch mit den Jahren deutlich sank. Um überschüssige Kapazitäten abzubauen, trat 1957 das Mühlengesetz in Kraft, das zur Betriebsstilllegung von kleinen und mittleren Mühlen führte. So auch bei der Broßhauser Mühle, die den Mahlbetrieb 1957 endgültig einstellte. Seit dem 23. Oktober 1984 steht das um 1863 erbaute Schieferhaus der Broßhauser Mühle mit der Adresse Kottendorfer Straße 61 unter Denkmalschutz. Heute ist in den Gebäuden ein Antiquitätenhandel untergebracht.